# حكواتي

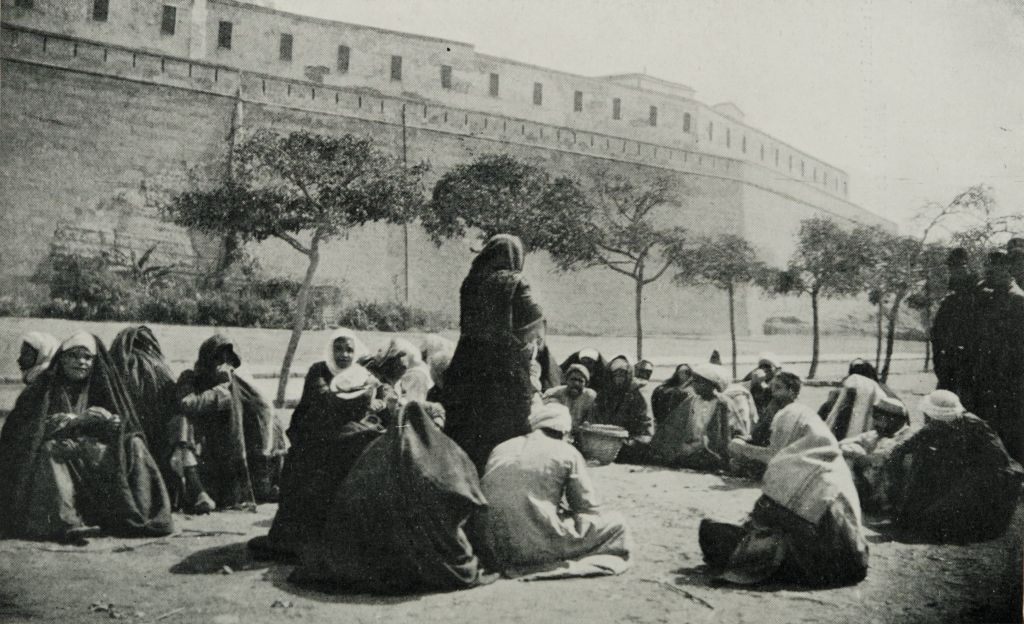
حكواتي يقص قصص ألف ليلة وليلة بالقاهرة سنة 1911م

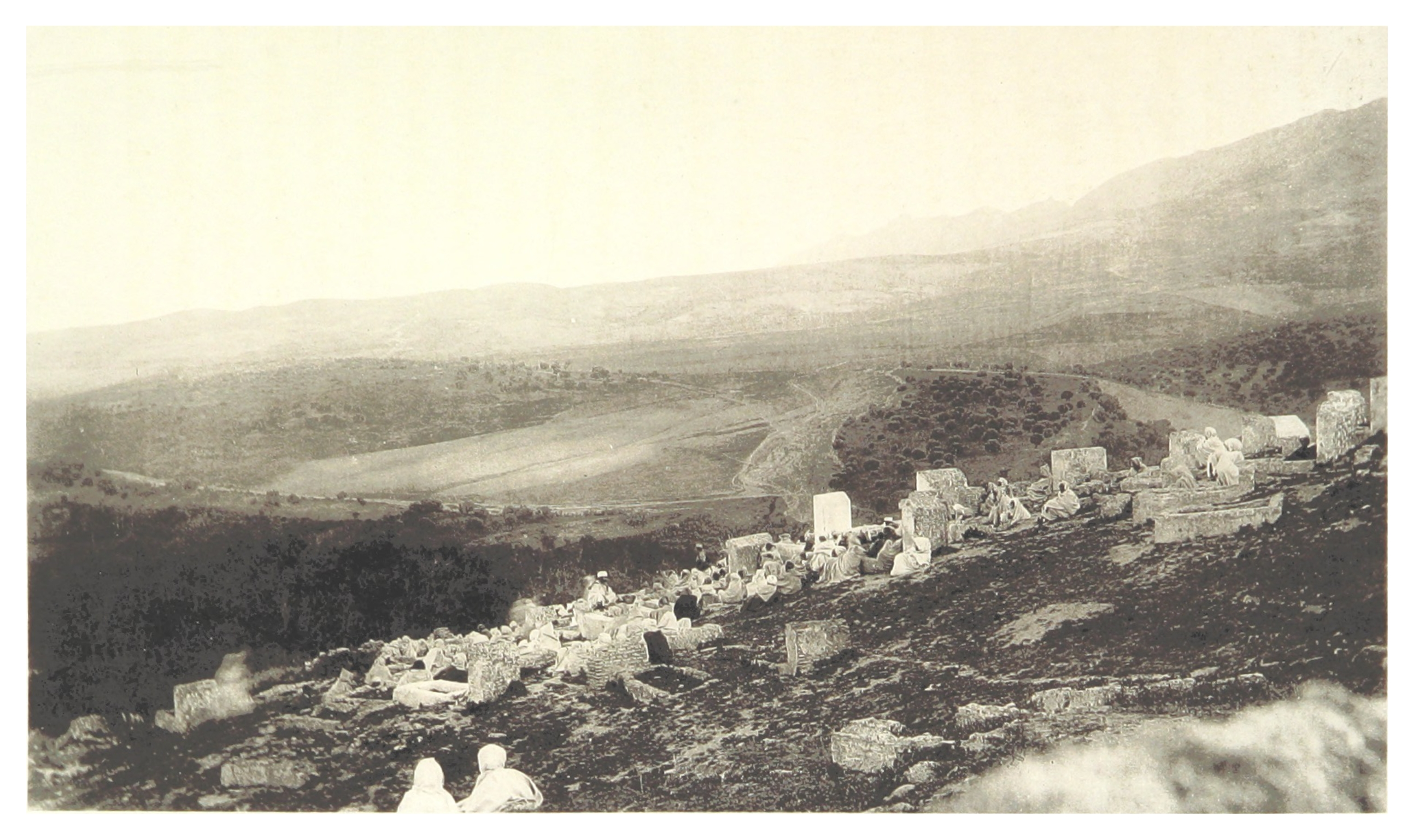
صاحب حكاية ومستمعوه في فاس.

الحكواتي أو الراوي أو القصّاص أو القاصّ، عادة شعبية تقليدية، وهو شخص امتهن سرد القصص، في المنازل والمحال والمقاهي والطرقات، كان يحتشد حوله الناس قديماً، كان لا يكتفي بسرد أحداث القصة بتفاعل دائم مع جمهوره، بل يدفعه الحماس لأن يجسد دور الشخصية التي يحكي عنها بالحركة والصوت.

## التاريخ
وما يميز حكواتي الأمس في مقاهي مدينة دمشق أيضاً تلك النفحة من القيم والفضائل التي كانت تتسم بها شخصيات رواياته، وكانت تغذي نفوس المتلقّنين وعقولهم ولا سيما الشباب منهم، على عكس ما تضخه في أيامنا هذه المحطات الفضائية ومقاهي الإنترنت من عادات غريبة ومنفّرة.
والحكواتي شخصية واحدة جسدها كثيرون على مر عقود من الزمن، وهي مهنة عرفتها بلاد الشام منذ مطلع القرن التاسع عشر، وحظيت بشعبية كبيرة جعلتها جزءاً من التراث الشعبي في هذه البلاد واشتهرت مدينة دمشق شهرة كبيرة ب الحكواتي فلا يوجد مقهى من مقاهي مدينة دمشق التراثية قديما الا وبه حكواتي حيث أصبح الحكواتي من التراث الشعبي السوري في مدينة دمشق وتاريخ عريق مع وحكايات مع زوار دمشق حيث كانوا يقصدون المقاهي المنتشرة في المدينة للاستماع للحكواتي وهذا الملك وذاك القائد والظاهر بيبرس والف ليلة وليلة وعنتره روايات وروايات.
قصص وروايات طويلة مع الحكواتي في دمشق الذي طالما ارتبط اسم الحكواتي بالمقاهي الدمشقية العريقة، والذي لم يعد مجرد شخصية أو مهنة أو حرفة برزت فيها خلال فترة معينة من الزمن، حالياً الحكواتي من التراث السوري والتقاليد التي أصبحت من الماضي.
وكذلك في مدن أخرى في بلاد الشام للحكواتي شهرته في حلب وحمص ومدينة صيدا لها حكاية من الحكواتي في المقاهي ويقول الباحث في التراث الدكتور طلال مجذوب ان الحكواتي مهنة أو حرفة انتهت بانتفاء الحاجة إليها. فهي كانت وسيلة تسلية جماعية وفي الوقت نفسه وسيلة تثقيف وترسيخ للقيم والأخلاق التي تحلى بها أبطال القصص والروايات التي كان يسردها الحكواتي، وهذه الحكايات والقصص ولو كانت غير واقعية.
ويضيف: عرفت مدينة صيدا خمسة حكواتية على مدى قرن ونصف قرن من الزمان، كان أولهم من مدينة حلب الحاج محمد الشقلي الحلبي. جاء إلى صيدا وأقام فيها ابتداء من العام 1837 وكان أول حكواتي في المدينة. وهناك أيضاً الحاج عبد الرحمن الحكواتي. وبعدهما جاء ثلاثة مارسوا هذه المهنة كان آخرهم الحاج إبراهيم الحكواتي الذي توفي سنة 1981 أي قبل 26سنة، ويشير مجذوب إلى أن عائلة الحكواتي الموجودة حالياً في صيدا أصلها عائلة السروجي، وأن فرعاً من هذه العائلة اتخذ اسم الحكواتي بعدما عمل أحد أفرادها حكواتياً.

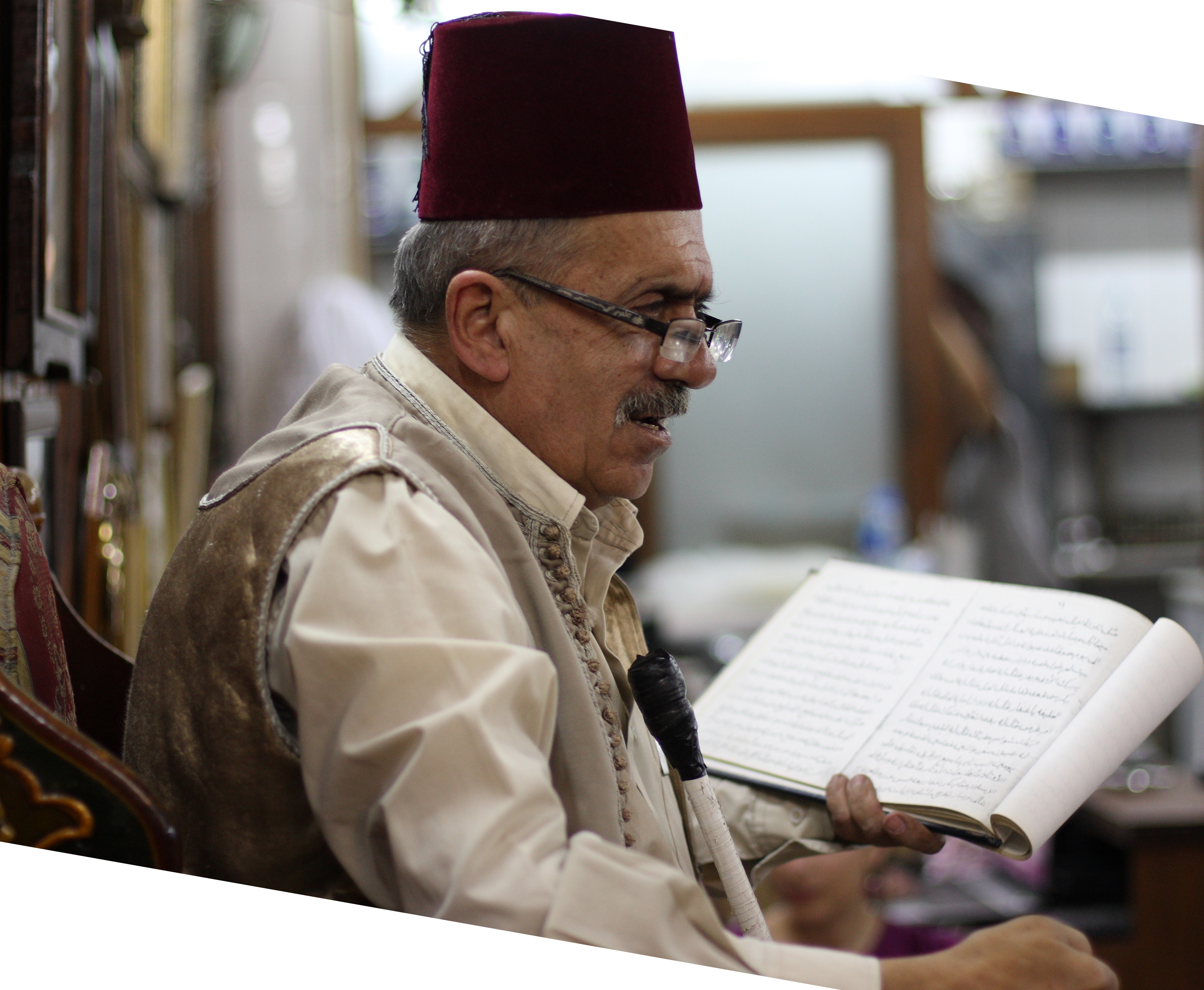
حكواتي معاصر في مقهى النوفرة في دمشق يرتدي الطربوش

وعن شخصية الحكواتي وعمله يقول: عمل الحكواتي كان يتركز في المقاهي الشعبية، ونذكر منها أشهر مقهيين في صيدا «قهوة الاجاز» و«قهوة الخيرية» وهذه الأخيرة كانت تابعة لجمعية المقاصد الخيرية الإسلامية في صيدا. كان عمل الحكواتي يمتد يومياً على فترتين: بين صلاتي المغرب والعشاء وهي فترة قصيرة لا تزيد على الساعة، وبعد صلاة العشاء وتمتد أحياناً حتى ساعات الفجر الأولى. فيقف الحكواتي مستعيناً بكتاب يصطحبه معه بشكل دائم، ويبدأ سرد الرواية أو الحكاية التي غالباً ما تكون عن شخصية تاريخية، وتدور جميعها عن البطولة والشجاعة والشرف والمروءة ونصرة المظلوم. وفي نهاية كل حكاية لا بد وأن ينتصر الخير الذي يمثله بطل الرواية. ويبقي الحكواتي جمهوره في تشوق دائم لمعرفة وقائع القصة أولاً بأول، وإذا ما طالت الحكاية لليال وأيام، فانه كان يحرص على أن تنتهي أحداث القصة كل ليلة بموقف متأزم والبطل في مأزق حتى يحمّس المتلقي ويجعله متشوقاً لسماع بقية الأحداث وكيف سيخلص البطل نفسه من المأزق. وما يزيد في الحماسة والتشويق أن الحكواتي كان يقوم بتجسيد شخصيات روايته وكلامهم بتحريك يديه وترفيع صوته أو تضخيمه. والمفارقة في الأمر أن بعض جمهور الحكواتي كان يرفض الذهاب إلى بيته قبل أن يستمع إلى بقية القصة ويطمئن إلى أن بطله اجتاز محنته. ووصل الأمر مرة إلى درجة أن أحد المستمعين لم يستطع أن يصبر إلى اليوم التالي، فلحق بالحكواتي إلى بيته ليعرف بقية القصة.
أما أجرة الحكواتي فكان يتقاضاها من صاحب المقهى الذي يتولى تحديد بدل الدخول إلى مقهاه بما في ذلك المشروبات، فكان الزبون يدفع عشر بارات أي ربع قرش مقابل الاستماع إلى الحكواتي وثمن المشروبات. أو يدفع خمس بارات مقابل أي منهما.
وعما إذا كان هناك من خصوصية لمهنة الحكواتي في شهر رمضان، يقول مجذوب: عمل الحكواتي كان يتواصل على مدار السنة، لكن خصوصيته بالنسبة لشهر رمضان مرتبطة بان مواضيعه تتناسب مع الشهر الفضيل والقيم التي يمثلها، وهذه القيم عادة ما كان الحكواتي يتحدث عنها وعن فضائلها في رواياته ومجسدة بتصرفات أبطال هذه الروايات. كما أن الصائم بعد الصيام والتهجد والتعبد كان يحتاج إلى وقت للراحة والترويح عن النفس، فكان يجد ذلك في جلسة الحكواتي، لكن طبعاً بعد أن يكون أدى صلاة التراويح.